# Hellmut Krug
Hellmut Krug (født 19. marts 1956) er en tidligere en fodbolddommer fra Tyskland. Han dømte internationalt under det internationale fodboldforbund, FIFA, fra 1991 til 2002, hvor han afsluttede sin karriere da han faldt for aldersgrænsen på 45 år for internationale dommere.
Han dømte UEFA Champions League finalen 1998.

## Kampe med danske hold
- Den 30. april 1997: Kvalifikation til VM 1998: Danmark – Slovenien 4-0.
- Den 21. august 2001: Kvalifikation til Champions League: Lazio – FC København 4-1.